# Макинтош (окръг, Джорджия)
Вижте пояснителната страница за други значения на Макинтош.
Окръг Макинтош (на английски: McIntosh County) е окръг в щата Джорджия, Съединени американски щати. Площта му е 1489 km², а населението - 11 420 души. Административен център е град Дариън.